# Gunde Vossbein
Gunde Vossbein (1653-1702) var materialforvalter ved Holmen og senere assessor i Admiralitetskollegiet. Han ejede Annebjærggaard (i dag kaldet Anneberg) ved Nykøbing Sjælland (1692-1697). Han ejede ligeså Ellingegård tæt derved (1694-1697). Hans hustru var af slægten Schack.
Han fik sønnen Christian Vossbein (1686-1744), som blev søofficer.